# Bukit Merdeka
Bukit Merdeka is een bestuurslaag in het regentschap Aceh Tenggara van de provincie Atjeh, Indonesië. Bukit Merdeka telt 511 inwoners (volkstelling 2010).